# Ancistria micros
Ancistria micros là một loài bọ cánh cứng trong họ Passandridae. Loài này được Grouvelle miêu tả khoa học lần đầu tiên vào năm 1913.